# Newton (rivière)
La rivière Newton  (en anglais : Newton River) est un cours d’eau de la région du Fiordland dans l’Île du Sud de la  Nouvelle-Zélande.

## Géographie
Elle se draine dans le  Lac Fraser  au sud-ouest puis dans la Mer de Tasman près de West Cape (en).